# Inositol phosphate
Cet article court présente un sujet plus développé dans : inositol trisphosphate, inositol pentaphosphate et acide phytique.

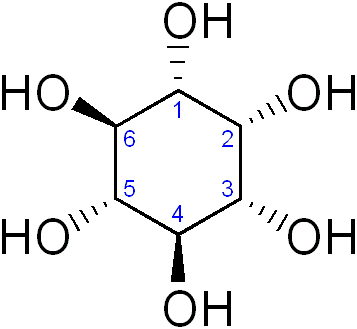
Ceci est une molécule d'inositol. L'inositol phosphate est un dérivé.

En biochimie, un inositol phosphate est un organophosphate d'inositol. Ces biomolécules jouent un rôle important dans un grand nombre de processus cellulaires tels que la croissance, la différenciation, la migration, l'endocytose ou encore l'apoptose. Les inositol phosphates sont :
- l'inositol trisphosphate IP3,
- l'inositol pentaphosphate IP5,
- l'acide phytique IP6.

L'IP3, en particulier, est, avec les diglycérides (DAG, pour diacylglycérols), un messager secondaire de la transduction de signal et de la signalisation lipidique dans les cellules.